# Spjutkastning för herrar i friidrott vid olympiska sommarspelen 2024
Herrarnas spjutkastning vid olympiska sommarspelen 2024 avgjordes den 6 och 8 augusti 2024 på Stade de France i Paris. 32 idrottare från 23 nationer deltog i tävlingen. Det var 27 gången grenen fanns med i ett OS och den har funnits med i varje OS sedan 1908.

Spjutkastningens final.

Den regerande OS-mästaren och världsmästare från 2023 Neeraj Chopra deltog i tävlingen. Silvermedaljören från Tokyo 2020 och den regerande Europamästaren 2024 Jakub Vadlejch var också på plats. Julius Yego, OS-silvermedaljör 2016 och världsmästare 2015, och Keshorn Walcott, OS-mästare 2012, var också med i tävlingen. Andra idrottare på plats var bland annat 2022 års världsmästare Anderson Peters, VM-silvermedaljören 2023 Arshad Nadeem och 2024 års världsledare Max Dehning.
I kvalet kunde nio idrottare kvalificera sig automatisk till finalen genom att uppnå kvalificeringsstandarden. Chopra, Peters, Julian Weber och Nadeem gjorde det på första försöket. Ytterligare tre andra idrottare tog sig till final via placering.
I finalen var Peters den första att kasta över 84 meter. Han kastade 84,70, vilket endast överträffades av Walcott med 86,16. I den andra omgången kastade Vadlejch 84,52 och steg till tredje plats, innan Peters tog ledningen med ett kast på 87,87. Nadeem registrerade ett långt kast på 92,97 i sitt andra försök och satte nytt olympiskt rekord och gick upp på första plats. Weber kastade 87,33 och gick upp på tredje plats, som snart togs över av Yego med ett förbättrat kast på 87,72.
Ytterligare två kast senare registrerade Chopra sitt första giltiga kast på 89,45 och gick upp på silvermedaljplats. Vadlejch inledde den tredje omgången med ett kast på 88,50, vilket förde honom till tredje plats igen. Men Peters tog det senare tillbaka med ett kast på 88,54 i sitt fjärde försök. Chopra trampade ut på alla sina återstående kast och ingen annan registrerade ett tillåtet kast längre än 89,00. I sista omgången fick Nadeem iväg ytterligare ett långt kast på 91,79. Han fick guldet för sitt kast på 92,97 i andra rundan.
| Spel                 | Guld                   | Silver               | Brons                   |
| Spjutkastning herrar | Arshad Nadeem Pakistan | Neeraj Chopra Indien | Anderson Peters Grenada |

## Kvalificering till OS-grenen
Kvalificeringsperioden för herrarnas spjutkastning var mellan 1 juli 2023 och 30 juni 2024. 32 idrottare kvalificerade sig till evenemanget, med högst tre idrottare per nation, genom att klara av kvalificeringsstandarden 85,50 meter eller genom sin världsranking i friidrott för denna gren. 11 idrottare kvalificerade sig genom att uppnå kvalificeringsstandarden och ytterligare 21 idrottare genom deras individuella ranking.

## Schema
Alla tider är CET.
| Datum          | Tid   | Omgång |
| -------------- | ----- | ------ |
| 6 augusti 2024 | 10:10 | Kval   |
| 8 augusti 2024 | 20:30 | Final  |

## Rekord
Innan tävlingens start fanns följande rekord:
| Rekord           | Idrottare                 | Längd | Plats          | Datum           |
| ---------------- | ------------------------- | ----- | -------------- | --------------- |
| Världsrekord     | Jan Železný (CZE)         | 98,48 | Jena, Tyskland | 25 maj 1996     |
| Olympiskt rekord | Andreas Thorkildsen (NOR) | 90,57 | Beijing, Kina  | 23 augusti 2008 |

| Område                                   | Längd      | Idrottare              | Nation     |
| ---------------------------------------- | ---------- | ---------------------- | ---------- |
| Afrika                                   | 92,27      | Julius Yego            | Kenya      |
| Asien                                    | 91,36      | Cheng Chao-tsun        | Taiwan     |
| Europa                                   | 98,48 0VR0 | Jan Železný            | Tjeckien   |
| Nordamerika, Centralamerika och Karibien | 93,07      | Anderson Peters        | Grenada    |
| Oceanien                                 | 89,02      | Jarrod Bannister       | Australien |
| Sydamerika                               | 85,57      | Luiz Maurício da Silva | Brasilien  |

## Resultat
Anmärkningarnas förklaring finns längst ner.

### Kval
Idrottarna behövde nå kvalgränsen 84,00 meter 0Q0 eller hamna på de 12 första platserna 0q0 för att gå till final.
| Plac. | Grupp | Idrottare                | Nation              | 1     | 2     | 3     | Resultat | Anmärkning |
| ----- | ----- | ------------------------ | ------------------- | ----- | ----- | ----- | -------- | ---------- |
| 1     | B     | Neeraj Chopra            | Indien              | 89,34 |       |       | 89,34    | 0Q0        |
| 2     | B     | Anderson Peters          | Grenada             | 88,63 |       |       | 88,63    | 0Q0        |
| 3     | A     | Julian Weber             | Tyskland            | 87,76 |       |       | 87,76    | 0Q0        |
| 4     | B     | Arshad Nadeem            | Pakistan            | 86,59 |       |       | 86,59    | 0Q0        |
| 5     | A     | Julius Yego              | Kenya               | 78,84 | 80,76 | 85,97 | 85,97    | 0Q0        |
| 6     | B     | Luiz Maurício da Silva   | Brasilien           | 81,62 | 83,21 | 85,91 | 85,91    | 0Q0 AR0    |
| 7     | A     | Jakub Vadlejch           | Tjeckien            | 85,63 |       |       | 85,63    | 0Q0        |
| 8     | A     | Toni Keränen             | Finland             | 79,04 | x     | 85,27 | 85,27    | 0Q0 PB0    |
| 9     | B     | Andrian Mardare          | Moldavien           | x     | 76,76 | 84,13 | 84,13    | 0Q0        |
| 10    | A     | Oliver Helander          | Finland             | 83,81 |       |       | 83,81    | 0q0        |
| 11    | A     | Keshorn Walcott          | Trinidad och Tobago | 74,89 | 83,02 | 82,57 | 83,02    | 0q0        |
| 12    | B     | Lassi Etelätalo          | Finland             | 82,91 | x     | 78,42 | 82,91    | 0q0        |
| 13    | A     | Genki Dean               | Japan               | 82,48 | x     | 77,40 | 82,48    |            |
| 14    | B     | Marcin Krukowski         | Polen               | 81,37 | x     | 82,34 | 82,34    |            |
| 15    | B     | Artur Felfner            | Ukraina             | x     | 81,84 | 74,54 | 81,84    |            |
| 16    | B     | Cameron McEntyre         | Australien          | 76,33 | x     | 81,18 | 81,18    |            |
| 17    | A     | Alexandru Novac          | Rumänien            | x     | 77.35 | 81,08 | 81,08    |            |
| 18    | A     | Kishore Jena             | Indien              | 80,73 | x     | 80,21 | 80,73    |            |
| 19    | A     | Pedro Henrique Rodrigues | Brasilien           | 76,23 | 79,46 | 75,69 | 79,46    |            |
| 20    | B     | Timothy Herman           | Belgien             | 79,42 | 78,82 | x     | 79,42    |            |
| 21    | B     | Edis Matusevičius        | Litauen             | x     | x     | 79,40 | 79,40    |            |
| 22    | B     | Max Dehning              | Tyskland            | 74,58 | 75,10 | 79,24 | 79,24    |            |
| 23    | B     | Cyprian Mrzyglód         | Polen               | 78,50 | x     | 77,16 | 78,50    |            |
| 24    | B     | Chinecherem Nnamdi       | Nigeria             | 77,53 | x     | 76,45 | 77,53    |            |
| 25    | A     | Patriks Gailums          | Lettland            | x     | 77,26 | x     | 77,26    |            |
| 26    | A     | Dawid Wegner             | Polen               | x     | 75,53 | 76,89 | 76,89    |            |
| 27    | A     | Curtis Thompson          | USA                 | 76,79 | x     | 74,24 | 76,79    |            |
| 28    | A     | Leandro Ramos            | Portugal            | 75,73 | x     | x     | 75,73    |            |
| 29    | B     | Moustafa Mahmoud         | Egypten             | 74,87 | x     | x     | 74,87    |            |
| 30    | A     | Ihab Abdelrahman         | Egypten             | 72,98 | x     | x     | 72,98    |            |
|       | B     | Gatis Cakšs              | Lettland            | x     | x     | x     | –        | 0NM0       |
|       | A     | Teuraiterai Tupaia       | Frankrike           | x     | x     | x     | –        | 0NM0       |

### Final
| Plac. | Idrottare       | Nation              | 1     | 2     | 3     | 4                | 5                | 6                | Resultat | Anmärk.  |
| ----- | --------------- | ------------------- | ----- | ----- | ----- | ---------------- | ---------------- | ---------------- | -------- | -------- |
| 1     | Arshad Nadeem   | Pakistan            | x     | 92,97 | 88,72 | 79,40            | 84,87            | 91,79            | 92,97    | 0OR0 AR0 |
| 2     | Neeraj Chopra   | Indien              | x     | 89,45 | x     | x                | x                | x                | 89,45    |          |
| 3     | Anderson Peters | Grenada             | 84.70 | 87.87 | x     | 88,54            | 87,38            | 81,83            | 88,54    |          |
| 4     | Jakub Vadlejch  | Tjeckien            | 80,15 | 84,52 | 88,50 | x                | 84,98            | 83,27            | 88,50    |          |
| 5     | Julius Yego     | Kenya               | 80,29 | 87,72 | x     | 84,90            | 83,20            | 81,58            | 87,72    |          |
| 6     | Julian Weber    | Tyskland            | x     | 87,33 | x     | 86,85            | 87,40            | 84,09            | 87,40    |          |
| 7     | Keshorn Walcott | Trinidad och Tobago | 86,16 | x     | 82,89 | 78,96            | 76,86            | –                | 86,16    |          |
| 8     | Lassi Etelätalo | Finland             | 78,81 | 77,60 | 84,58 | 82,02            | x                | 81,69            | 84,58    |          |
| 9     | Oliver Helander | Finland             | 81,24 | 82,68 | x     | Gick inte vidare | Gick inte vidare | Gick inte vidare | 82,68    |          |
| 10    | Toni Keränen    | Finland             | 80,92 | 75,33 | 78,90 | Gick inte vidare | Gick inte vidare | Gick inte vidare | 80,92    |          |
| 11    | Luiz da Silva   | Brasilien           | 80,67 | 78,67 | x     | Gick inte vidare | Gick inte vidare | Gick inte vidare | 80,67    |          |
| 12    | Andrian Mardare | Moldavien           | 79,14 | 80,10 | 77,77 | Gick inte vidare | Gick inte vidare | Gick inte vidare | 80,10    |          |